# Kazo (district)
Kazo is een district in het zuidwesten van Oeganda. Hoofdstad van het district is de stad Kazo. Het district telde in 2020 naar schatting 217.600 inwoners op een oppervlakte van 1556 km².
Het district werd opgericht in 2019 door afsplitsing van het district Kiruhura. Het is opgedeeld in 1 town council (Kazo) en 7 sub-county's, 46 gemeenten (parishes) en 304 dorpen.